# Donald B. Campbell
Pour les articles homonymes, voir Campbell.
Cet article possède un paronyme, voir Donald Campbell.
Donald B. Campbell, né en Australie en 1942, est un astronome et professeur d’astronomie à l'Université Cornell. Avant de rejoindre la faculté Cornell, il a été pendant sept ans directeur de l'observatoire d'Arecibo, à Porto Rico. Les travaux de recherche de Campbell sont dans le domaine de la planétologie, principalement sur les propriétés de diffusion des longueurs d'onde radio des planètes, des satellites planétaires et des petits corps. Son travail comprend des études de Vénus, de la Lune, des satellites galiléens de Jupiter, de Titan ainsi que des comètes et des astéroïdes. Campbell a observé l'astéroïde proche de la Terre (433) Éros, qui fut le premier astéroïde détecté par le système radar de l'observatoire d'Arecibo,.

## Honneurs et récompenses
- Médaille d'excellence scientifique de la NASA (1984)
- Membre de l'Association américaine pour l'avancement des sciences (2003).